# Xeniya Bochek
Xeniya Bochek (en ucraniano: Ксенія Бочек; 24 de marzo de 2009) es una deportista ucraniana que compite en saltos de trampolín. Ganó una medalla de oro en el Campeonato Europeo de Saltos de 2025, en la prueba de trampolín 3 m sincro.

## Palmarés internacional
| Campeonato Europeo | Campeonato Europeo | Campeonato Europeo | Campeonato Europeo   |
| Año                | Lugar              | Medalla            | Prueba               |
| ------------------ | ------------------ | ------------------ | -------------------- |
| 2025               | Antalya (Turquía)  | Medalla de oro     | Trampolín 3 m sincro |